# Lichtenau (Bade-Wurtemberg)
Pour les articles homonymes, voir Lichtenau.
Lichtenau est une ville de Bade-Wurtemberg (Allemagne), située dans l'arrondissement de Rastatt, dans l'aire urbaine Mittlerer Oberrhein, dans le district de Karlsruhe. Au XVIIIe siècle le bailliage de Lichtenau faisait part du comté de Hanau-Lichtenberg.